# FC Energetik
El FC Energetik es un equipo de fútbol de Turkmenistán que milita en la Ýokary Liga, el campeonato de fútbol más importante del país.

## Historia
Fue fundado en el año 2010 en la Provincia de Mary con el nombre FC Kuwwat. En el 2014 cambiaron su nombre al de Mary GES hasta que en 2015 cambiaron su nombre por el actual.
El principal logro del club fue ganar la Primera Liga de Turkmenistán en la temporada 2014 con lo que ganaron el derecho de jugar en la Ýokary Liga por primera vez en su historia, recibiendo el estatus de equipo profesional.
Su primer partido en la máxima categoría fue una derrota de 0-6 ante el FC Ahal el 6 de marzo de 2015.

## Palmarés
- Primera Liga de Turkmenistán: 1

2014
- Copa de Turkmenistán:
  - Finalista: 1

2018